# بيني لانكستر
بيني لانكستر (بالإنجليزية: Penny Lancaster)‏ هي عارضة ومصورة بريطانية، ولدت في 15 مارس 1971 في تشيلمسفورد في المملكة المتحدة.

## وصلات خارجية
- بيني لانكستر على موقع IMDb (الإنجليزية)
- بيني لانكستر على موقع ميوزك برينز (الإنجليزية)
- بيني لانكستر على موقع قاعدة بيانات الفيلم (الإنجليزية)
- بيني لانكستر على موقع كينوبويسك (الروسية)